# Mała Komora
Mała Komora – jaskinia, a właściwie schronisko, w Miętusich Turniach w Dolinie Miętusiej w Tatrach Zachodnich. Wejście do niej znajduje się w zachodnim stoku Małej Świstówki, powyżej Jaskini Miętusiej Wyżniej, na wysokości 1590 metrów n.p.m. Długość jaskini wynosi 8,5 metrów, a jej deniwelacja 1,5 metrów.

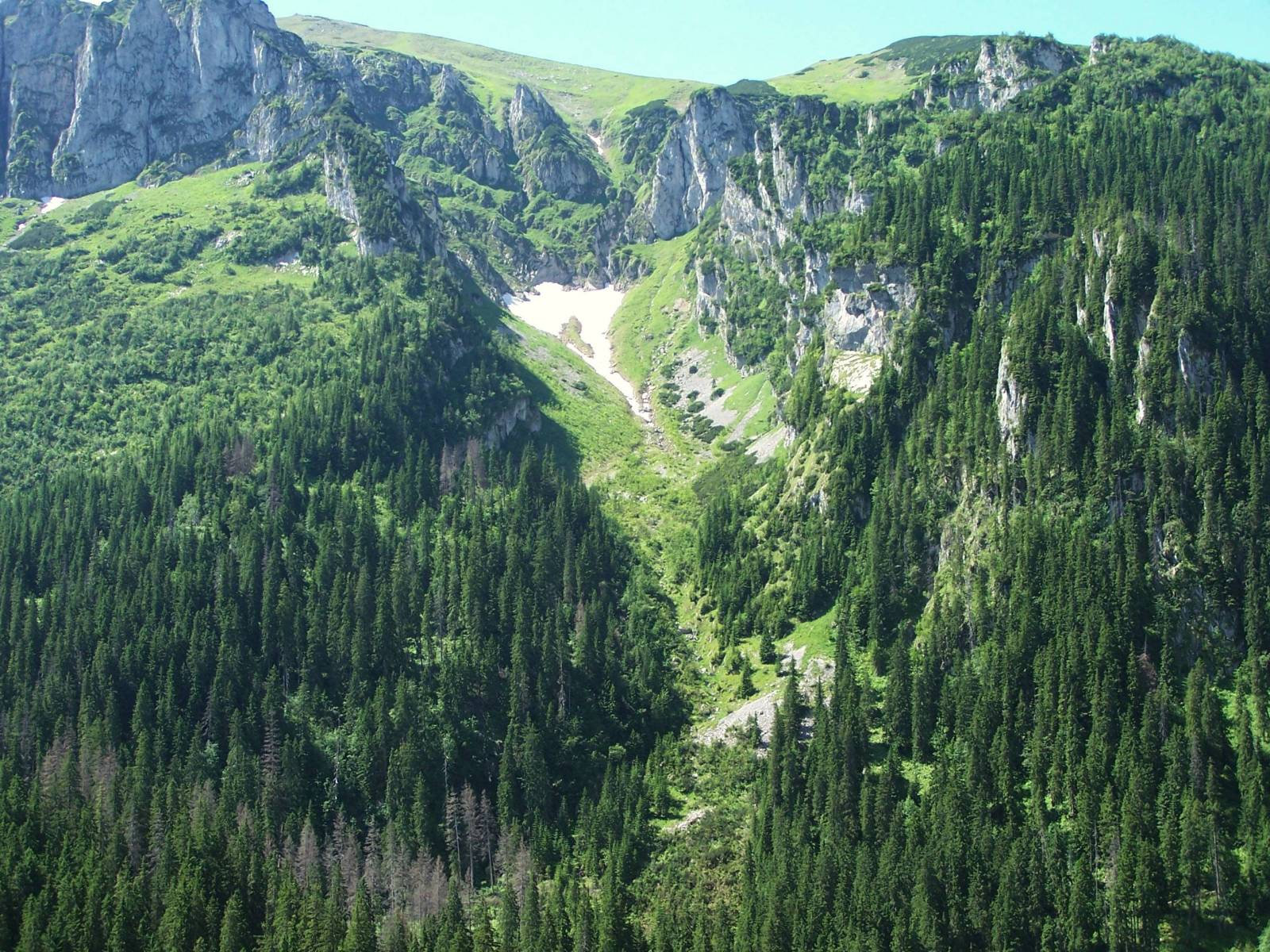
Mała Świstówka. Po prawej Miętusie Turnie

## Opis jaskini
Główną częścią jaskini jest nieduża, szczelinowa sala znajdująca się zaraz za prożkiem przy małym otworze wejściowym. Odchodzą od niej trzy krótkie ciągi:
- idący w stronę otworu korytarzyk,
- na lewo mała nyża z wąską szczeliną,
- na wprost szczelinowy korytarz zakończony zawaliskiem[2].

## Przyroda
W jaskini brak jest nacieków. Ściany są mokre, rosną na nich mchy i porosty. Fauna nie była badana.

## Historia odkryć
Jaskinię odkrył Z. Nowak w 1988 roku. W tym samym roku jej opis i plan sporządził M. Burkacki przy pomocy I. Szymczak.